# Somniosidae
Somniosidae este o familie de rechini mijlocii-mari din ordinea Squaliformes. Unele clasificări le consideră o subfamilie a familiei Dalatiidae, sub numele de Somniosinae.